# Gunung Gedangan
Gunung Gedangan is een bestuurslaag in het regentschap Mojokerto van de provincie Oost-Java, Indonesië. Gunung Gedangan telt 6263 inwoners (volkstelling 2010).